# 故郡镇
故郡镇，是中华人民共和国陕西省宝鸡市岐山县下辖的一个乡镇级行政单位。

## 行政区划
故郡镇下辖以下地区：
杜家村、普庵村、渚村、索王村、郑家桥村、独山村、西原村、祝家河村和涝川村。